# Hadi Nasrallah
Hadi Hassan Nasrallah (en arabe : هادي نصر الله), né en 1979 et mort le 12 septembre 1997, est le fils aîné du secrétaire général du Hezbollah, Hassan Nasrallah, et de son épouse Fatimah Yassin, parmi leurs cinq enfants.
Il rejoint les rangs de la « Résistance islamique », la branche militaire du Hezbollah. Il termine ses études au lycée Al-Mustafa - Haret Hreik et se marie le 4 avril 1997 avec Batoul Khatoun, la fille du religieux Cheikh Ali Khatoun. Il meurt pendant une opération contre les forces israéliennes pendant le conflit du Sud-Liban.

## Mort
Après avoir suivi plusieurs formations militaires, Hadi Nasrallah rejoint la Force Redwan, une unité combattante du Hezbollah. Celle-ci est alors engagée contre l'occupation israélienne du Sud-Liban. 
Le 12 septembre 1997, après des bombardements israéliens sur des positions de l'armée libanaise ayant tué six soldats et un civil, les combattants du Hezbollah ont surveillé le mouvement d'une force israélienne dans la zone d'Al-Jabal Al-Rafi'a à Iqlim Al-Tuffah. Des groupes, dont un groupe comprenant Hadi, sont entrés dans la zone pour tendre une embuscade aux forces israéliennes et menant à un affrontement, faisant quatre morts et de nombreux blessés. Le groupe commence son retrait sans faire de victimes.
L'armée israélienne fait intervenir des hélicoptères et d'autres forces terrestres, ce qui nécessite des affrontements supplémentaires. Hadi reçoit alors deux blessures mortelles, au côté et au cou. Tsahal enlève Nasrallah, Haitham Moughniyah et Ali Kawtharani qui meurent avec lui,.
En riposte, le 14 septembre 1997, un commando baptisé «Unité des martyrs Hadi Nasrallah et Ali Kaoussarani», des noms du fils de Hassan Nasrallah et de l’un de ses camarades victimes de l’armée israélienne, tue deux soldats israéliens et blessé un troisième dans une attaque près du village de Talloussa au Liban-Sud.
Son père, le secrétaire-général du Hezbollah, Hassan Nasrallah, déclare : « Je remercie Dieu Tout-Puissant pour sa grande bénédiction, qui a regardé et regardé gracieusement ma famille et a choisi parmi eux un martyr », brisant ainsi les campagnes médiatiques israéliennes qui décrivait le martyre de son fils comme un coup moral porté au Hezbollah et une consécration. Lui-même était un commandant militaire dans une bataille qui s'est terminée par la défaite israélienne sur la majeure partie du territoire libanais en mai 2000, sous le slogan « Nous ne sommes pas sauver nos enfants pour l'avenir...quoi? Nous sommes fiers de nos enfants lorsqu'ils vont au front... et nous gardons la tête haute avec nos enfants lorsqu'ils tombent en martyrs... »

En 2018, Hassan Nasrallah, interviewé par Al-Manar, parle de l'opération contre les forces israéliennes ayant entraîné la mort de son fils : 

« Pendant de nombreuses années, nous avons été habitués à effectuer un suivi, mais pas avec cette précision. Ensuite, j'ai senti que quelque chose n'allait pas et j'ai supposé que Hadi pourrait être parmi les jeunes hommes qui participaient à l'opération, surtout depuis qu'il m'a dit au revoir, il m'a dit qu'ils pourraient me permettre de participer à une opération dangereuse. Cependant, je ne leur ai pas demandé si Hadi était entre eux ou pas, car pour moi ces trois jeunes hommes sont comme Hadi, et j'étais prêt à l'époque et recevoir la nouvelle que Hadi était parmi les martyrs [...] »